# Великі Колпани
Великі Колпани (рос. Большие Колпаны) — присілок у Гатчинському районі Ленінградської області Російської Федерації.
Населення становить 4124 особи. Належить до муніципального утворення Большеколпанське сільське поселення.

## Географія
Населений пункт розташований на південній околиці міста Санкт-Петербурга.

## Історія
Згідно із законом від 16 грудня 2004 року № 113—оз належить до муніципального утворення Большеколпанське сільське поселення.

## Населення
| 1838  | 1848  | 1862  | 1928  | 1958  | 1997  | 2002  |
| ----- | ----- | ----- | ----- | ----- | ----- | ----- |
| 207   | ↗243  | ↘232  | ↗727  | ↗1340 | ↗4609 | ↘4235 |
| 2007  | 2010  | 2011  | 2012  | 2017  |       |       |
| ↘3930 | ↗4174 | ↘4091 | ↗4095 | ↗4124 |       |       |